# HTPC
HTPC er en forkortelse for Home Theater PC, også kaldet Multimedia Home Platform MHP, medie-pc eller mediecenter(-pc). En digital videooptager mm. bygget til hjemmebiografen vha. PC teknik.
HTPC er ofte synonym for en selvbygget PC. Flere fabrikanter sælger færdige PC'er til brug i stuen, men de bruger ofte betegnelsen Mediecenter i stedet. Der er ingen praktisk forskel på en HTPC og et Mediacenter. Microsofts nye styresystem til mediecenter PC'er hedder MCE – Mediecenter Edition.
Fordelen ved at bruge PC teknik, er at man kan starte i det små. Købe et TV-kort, måske en større harddisk. Finde det software på nettet man synes bedst om. Senere kan man investere i et lille Barebone system med et lille kabinet og et lille motherboard. Systemet kan langsomt forbedres og udbygges, så udgiften fordeles over længere tid. Ulemperne kunne være at det kræver temmelig stor viden om hard- og software samt at det nemt kan blive en noget tidskrævende hobby. Endvidere kommer den samlede pris for en HTPC hurtigt op på 10.000,- hvilket svarer nogenlunde til prisen på en PC + en harddiskoptager.
Er man ikke til selvbyg, men gerne vil have fordelen af at kunne udvide og bygge om, så sælger fabrikanter som Siemens, Amitech m.fl. færdige Mediacentre klar til brug.